# چاه‌بست
چاه‌بست یا پاک راه، یراقی است پلاستیکی و دریچه‌ای شکل که برای جلوگیری از خارج شدن حشرات موذی و بوی بد فضولات در کاسه توالت ایرانی مورد استفاده قرار می‌گیرد. چاه بست‌ها دارای صفحه‌ای هستند که به یک فنر متصل است و در اثر حجم و فشار فضولات تا شده و مواد را به داخل چاه توالت هدایت می‌کند.